# WK League 2022
Die WK League 2022 war die 14. Spielzeit der südkoreanischen Fußballliga der Frauen unter diesem Namen. Titelverteidiger waren die Incheon Hyundai Steel Red Angels, die in der Vorsaison den neunten Titel der Klubgeschichte gewonnen hatten. Die Saison begann am 2. April und endete am 25. November mit den Meisterschaftsspielen.

## Reguläre Saison
Jede Mannschaft trat gegen jede andere Mannschaft insgesamt dreimal im Verlauf der regulären Spielzeit an.
| Pl. | Verein                               | Sp. | S  | U | N  | Tore    | Diff. | Punkte |
| --- | ------------------------------------ | --- | -- | - | -- | ------- | ----- | ------ |
| 1.  | Incheon Hyundai Steel Red Angels (M) | 21  | 16 | 4 | 1  | 044:130 | +31   | 52     |
| 2.  | Gyeongju KHNP WFC                    | 21  | 15 | 4 | 2  | 046:210 | +25   | 49     |
| 3.  | Suwon UDC WFC                        | 21  | 10 | 7 | 4  | 039:270 | +12   | 37     |
| 4.  | Hwacheon KSPO WFC                    | 21  | 9  | 7 | 5  | 036:250 | +11   | 34     |
| 5.  | Seoul WFC                            | 21  | 6  | 4 | 11 | 032:430 | −11   | 22     |
| 6.  | Boeun Sangmu WFC                     | 21  | 4  | 4 | 13 | 016:350 | −19   | 16     |
| 7.  | Changnyeong WFC                      | 21  | 5  | 1 | 15 | 020:420 | −22   | 16     |
| 8.  | Sejong Sportstoto                    | 21  | 2  | 3 | 16 | 018:450 | −27   | 09     |

| Teilnahme am Finale der Meisterschafts-Play-Offs Teilnahme am Halbfinale der Meisterschafts-Play-Offs |                                                       |
| (M)                                                                                                   | Amtierender Meister: Incheon Hyundai Steel Red Angels |

## Meisterschafts-Play-Offs
Im Meisterschaftsturnier trafen im Halbfinale der Zweitplatzierte gegen den Drittplatzierten der regulären Saison. Der Gewinner dieses Spieles qualifizierte sich für das Finale des Meisterschaftsturnieres und tritt dort gegen den 1. Platzierten der Regulären Saison an. Das Finale wird mit Hin- und Rückspiel ausgetragen. Der Gewinner der beiden Spiele wird Meister der WK League 2024.

### Halbfinale
| Datum            |                   | Ergebnis  |               |
| ---------------- | ----------------- | --------- | ------------- |
| 4. November 2022 | Gyeongju KHNP WFC | 4:3 (3:2) | Suwon UDC WFC |

## Finalspiele
Beim Finalhinspiel am 19. November 2024 hatte der Halbfinalsieger Gyeongju KHNP WFC Heimrecht im Gyeongju-Stadion, beim Rückspiel der Tabellenführer der regulären Saison Incheon Hyundai Steel Red Angels am 26. November im Namdong-Rugby-Stadion. In Aggregation der beiden Ergebnisse gewann Incheon Hyundai Steel Red Angels zum zehnten Mal in Serie den Meistertitel.
|                   | Gesamt |                                  | Hinspiel | Rückspiel |
| ----------------- | ------ | -------------------------------- | -------- | --------- |
| Gyeongju KHNP WFC | 0:2    | Incheon Hyundai Steel Red Angels | 0:0      | 0:2       |